# USS 벤지언스 (스타 트렉)
USS 벤지언스(USS Vengeance) 호는 2259년 목성의 위성 이오의 궤도에 위치한 이오 조선소에서 진수된 드레드노트급 프로토타입 함선이다. 스타 트렉 다크니스(2013)에 최초로 등장하는 이 함선은 제식번호가 없는 유일한 함선이며, 벌컨 행성이 파괴당한 이후 진수된 최초의 함선이기도 하다.
이 함선은 알렉산더 마커스 제독 및 칸에 의해 설계되고 개발되었다. 보통의 스타플릿 함선이 탐사 임무를 주로 하는데 비해, 이 함선은 오로지 전투를 위해 개발되었다. USS 엔터프라이즈 (NCC-1701, 대체 현실)호에 비해 훨씬 진보된 페이저 무기 및 워프 드라이브를 탑재하고 있고, 대규모의 격납고도 있다. 앞에 드론 발사대가 장착되어 있어 드론을 발사할 수 있다. 드론에는 수 발의 광자 어뢰를 탑재하며 발사 시 조준된 적을 향해 광자 어뢰를 발사, 이후 적함에 부딪힌다.
또한 적함이 워프하여 달아날 시 적함을 추적하여 워프 중에 무기를 발사할 수 있으며, 보다 향상된 전송 시스템을 탑재하여 적함의 실드를 관통하여 전송하고자 하는 대상을 전송할 수 있다. 이 함선은 극도로 자동화되어 있어서 승무원 수를 최소화할 수 있으며, 필요 시 1명이 함선 전체를 제어할 수 있다. 또 내구성이 극도로 커서 72발의 광자 어뢰가 함선 내에서 폭발하더라도 형체가 유지될 수 있다.
길이는 1450m로 엔터프라이즈 호에 비해 2배(엔터프라이즈 725m)나 길고, 최대 속도도 엔터프라이즈 호에 비해 3배나 더 뛰어나다.
본래 이 함선의 함장은 알렉산더 마커스 제독이었으나, 칸에 의해 살해당하고 칸이 지휘권을 장악한다. 이후 엔터프라이즈 호와의 전투에서 지구로 추락하고, 샌프란시스코 해안 시가지를 일부 파괴한 뒤 파괴되었다. 현재 드레드노트급 함선의 추가 건조 여부는 밝혀진 바 없으나 코믹스에서는 벤전스와 동급의 드레드노트 전함이 건조되어 클로킹(은폐) 장비까지 장착하고 활동중이라고 한다.다.

## 참고 문헌
- USS Vengeance - Memory Alpha
- Dreadnought class - Memory Alpha
- Dreadnought class - Memory Beta